# Entretien d'explicitation
L’entretien d’explicitation est un entretien qui vise une description aussi fine que possible d'une activité passée, réalisée par une personne en situation de pratique professionnelle ou engagée dans la réalisation d'une tâche. Élaboré par le psychologue et chercheur Pierre Vermersch (CNRS, GREX), cet ensemble de techniques permet d'accéder à des dimensions du vécu de l'action qui ne sont pas immédiatement présentes à la conscience de la personne.  Le but de cet entretien est de s’informer, à la fois de ce qui s’est réellement passé ainsi que des connaissances implicites inscrites dans cette action.

## Historique de l'entretien d'explicitation
Insatisfait de la manière d'étudier le fonctionnement intellectuel dans la psychologie de l'époque, Pierre Vermersch, jeune chercheur dans les années 1970 et 80, s'attache à développer des méthodologies d'observation et d'exploitation des traces en utilisant la vidéo, tout en étudiant les travaux des psychologues du début du siècle (James, Binet, Burloud, Janet, Guillaume, etc.). Des formations dans différents domaines (psychothérapie et PNL en particulier) le conduisent à reprendre l'analyse des déroulements de l'action à travers la possibilité de les faire verbaliser de manière détaillée par le sujet. C'est la naissance de l'entretien d'explicitation.
Ce qui intéresse le chercheur, c'est de pouvoir analyser ce qui se passe dans la boîte noire, comme l’activité de mémorisation ou d'attention, et de trouver un moyen « d'accéder à ce qui restait inobservable depuis un point de vue extérieur », c’est-à-dire « accepter d'étudier » tout le domaine de la « pensée privée ». Pierre Vermersch, constate que la caractéristique la plus fondamentale de ce domaine est de relever du niveau d'une analyse phénoménologique (c’est-à-dire le niveau de ce qui apparaît au sujet) et que cette pensée privée reste accessible au sujet qui en fait l’expérience. Pour l'étudier, une rupture est nécessaire par rapport au paradigme de la psychologie expérimentale : il s'agit d'envisager, à côté de l’observation classique en troisième personne (où le sujet est objet d’observation), le point de vue en première personne, exprimé par le sujet, témoignant de ses prises d’information et de la conduite de ses actes cognitifs. 
Les préoccupations de Pierre Vermersch rencontrent celles des praticiens. Il crée en 1990 un Groupe de Recherche sur l’Explicitation, le GREX, où il développe, outre la formation à l’entretien d’explicitation, un programme de recherche. Ce programme approfondit les ressources des travaux de Jean Piaget sur la prise de conscience et se fonde sur les principaux concepts de la phénoménologie de Husserl, en intégrant les ressources actuelles sur l'émergence du sens (Richir, Tengelyi, Ullmann ?). Les derniers travaux de recherche concernent l’auto-explicitation.

## Présentation de l'entretien d'explicitation
Si l'entretien d'explicitation (EdE) permet un retour réflexif aussi bien sur le fonctionnement cognitif dans la réalisation d'une tâche que sur le vécu d'une pratique professionnelle, c'est qu'il centre son questionnement sur la mise au jour des éléments implicites du vécu de l'action. 
Suivant Piaget qui affirme que « l’action est une connaissance autonome », P. Vermersch considère « l’action comme une source privilégiée d’informations » pour comprendre les aspects fonctionnels de la cognition. Le concept d'action est pris dans sa dimension procédurale plutôt que sur les aspects conceptuels, généralisants, schématiques ou imaginaires et créatifs. L’action, comme connaissance autonome est largement opaque à celui qui l’a accomplie et, dans toute action, il y a un savoir pratique préréfléchi, c’est-à-dire non conscient pour la personne qui agit. Essentiellement, il s'agit d'accompagner la personne dans les étapes de la prise de conscience,.  Ces étapes correspondent à deux processus distincts : un processus de réfléchissement qui permet au sujet de recontacter son vécu subjectif, d’en déployer les aspects implicites et d’en effectuer une mise en mots ;  un processus de réflexion sur le vécu mis à jour qui consiste à prendre pour objet de réflexion le contenu de la description. Les techniques d'explicitation concernent principalement la mise en œuvre du réfléchissement. 
Faire apparaître la verbalisation de l'action est parfois spontané comme dans l'épisode de la madeleine de Proust, mais le plus souvent, il s’agit de créer les conditions nécessaires pour que l’interviewé puisse rendre compte le plus finement possible de ce qu’il a fait réellement, de comment il s’y est pris pour faire ce qu’il avait à faire. Ce sont ces conditions et un changement didactique, le passage de l'interrogation au questionnement, qui constituent les principales caractéristiques des techniques d'explicitation :
- Proposer un contrat de communication : « Je vous propose que l'on échange de telle ou telle manière [à déterminer selon l'intention de l'intervieweur ou de l'intervieuweuse]. Est-ce que vous êtes d'accord avec moi ? »
- Tourner l’attention de la personne vers une situation singulière qui s’est effectivement déroulée. La verbalisation ne porte pas sur une classe d'actions, mais concerne une tâche réelle, spécifiée dans le temps et dans l'espace. I.e. : « Est-ce que vous avez un exemple, une situation, un souvenir qui correspond à l'idée que vous exprimez ici ? »
- Faire évoquer la situation de référence. Cela suppose que la personne entretienne avec ce dont elle parle une position particulière, la position de parole incarnée, qualifiée "d'impliquée", dans laquelle la personne est davantage en contact avec son expérience passée qu'avec la situation présente de communication en entretien. I.e. : « Où est-ce que cela se passait ? Quel était le cadre, l'ambiance, l'environnement dans lequel cette action a eu lieu ? Où vous trouviez-vous dans la scène que vous racontez ? Dans quelle mesure étiez-vous impliqué⋅e ? etc. »
- Guider vers l’évocation sensorielle, de manière à solliciter la mémoire concrète[3]. Cette mémoire se déclenche par l'activation d'un élément sensoriel qui fonctionne de manière involontaire, ce qui conduit à éviter toute volonté de recherche du contenu à rappeler : « Qu'est-ce que vous voyez à ce moment-là ? Avez-vous touché, senti, touché, goûté quelque chose ? Quelles étaient vos sensations, vos impressions, vos ressentis ? »
- Distinguer des catégories de verbalisation (les satellites de l'action) et relancer le questionnement vers les informations concernant l’action. Exemples de verbes d'action, qui peuvent servir de marqueurs sur lesquels insister : https://sites-formations.univ-rennes2.fr/suio-ip-trek/sites/default/files/liste_de_verbes_daction_0.pdf
- Questionner en fonction du caractère préréfléchi de l’action : questions descriptives, questions sur les gestes (témoins du préréfléchi), relances sur les dénégations (le préréfléchi n’est pas connu, le déni masque l'existant) : « Est-ce que vous pouvez essayer de me décrire ce que vous faisiez ? Comment étiez-vous positionné⋅e ? Comment tenez-vous en main l'outil ? Pouvez-vous reproduire le geste devant moi ? Vous dites que vous ne vous souvenez pas précisément de la prise en main de cet outil ; pouvez-vous me dire tout de même de quoi cela se rapproche, à quoi cela vous fait penser ? »
- Questionner en fonction des propriétés de l’action et de son déroulement.
- Accompagner la prise de conscience avec un guidage s’effectuant en structures (déroulement temporel, cycle de l’action) et non en contenus : « Quelles étaient les étapes chronologiques de l'action ? Quels ont été les temps forts et les temps morts du cycle ? Quels sont les fils conducteurs entre les différentes étapes ? »

Comme toute technique, l'entretien d'explicitation fait l'objet d'une formation de base par la pratique encadrée de celui-ci. 

## Domaines d'application
Plusieurs secteurs professionnels se sont emparés des outils issus de l’explicitation. Chacun d'entre eux, avec des finalités propres, ont développé des recherches, des applications, des interventions, que ce soit des formateurs et des enseignants (aider et favoriser l'apprentissage, en partant de l’état réel des connaissances du sujet, en comprenant le processus cognitif de l'apprenant et en l'accompagnant à s'informer de ses stratégies effectives d'apprentissage) ; des experts de la Validation des Acquis de l'Expérience (favoriser la description d'activités réelles, pour faire émerger les compétences et les connaissances implicites mises en œuvre dans des situations concrètes.) ; des professionnels des ressources humaines : (repérer avec un employé les compétences que celui-ci met en œuvre et/ou celles qu'il pourrait développer ; aider à la reconversion professionnelle en entreprise (problèmes de santé, fermeture de services, etc.) ; des consultants (pour comprendre de manière concrète l'origine d'une demande d'intervention, comprendre le fonctionnement de l'institution et le travail réel.) ; des entraîneurs sportifs de haut niveau (avoir accès au vécu subjectif des sportifs, invisible sur la vidéo, afin d'améliorer les performances et d'en comprendre le fonctionnement) ; des animateurs de séances d’analyse de pratique : (permettre à une personne de prendre conscience de son activité et des fondements personnels de cette manière d'agir en situation, pour mieux le vivre ou le modifier. ) ; des orthophonistes et autres thérapeutes (comprendre le fonctionnement des personnes dans des situations singulières afin de faire émerger des prises de conscience et engager des stratégies de rééducation et/ou de changement) ; des professionnels de la santé, chaque fois que la prise en compte du point de vue du sujet est pertinente (interprétation des enregistrements de neuro-imagerie médicale, maladies chroniques, anticipation d’une crise d’épilepsie, soin des diabétiques) ; des professionnels qui travaillent en équipe (s’informer mutuellement lors de débriefing d’activité collective) ; des chercheurs, pour accéder à leur propre vécu et pour recueillir des informations du vécu subjectif d’autrui ; etc.
Ces recherches et ces pratiques constituent une littérature abondante dont une grande partie est téléchargeable gratuitement sur le site du GREX.

## Fondements théoriques
L’entretien d’explicitation est fondé sur le fait qu'il est possible d'accéder à l’expérience subjective d’un sujet et de la décrire. Pierre Vermersch reprend à son compte les concepts fondateurs de la phénoménologie développée par Husserl, notamment les théories de la conscience et de l'attention. Il propose un modèle fonctionnel de la conscience. L'idée fondamentale est que le sujet mémorise en permanence de manière passive ce qu'il vit, que tout ce qu'il vit fait l'objet d'une saisie attentionnelle et d'une trace mémorielle, qu'il en soit conscient ou non. Cette trace est conservée et peut, à tout moment, revenir à la conscience, de façon involontaire (madeleine de Proust) ou provoquée (par un entretien d’explicitation ou par une auto-explicitation).
Dans le but d'établir scientifiquement la pertinence et la validité de ce point de vue, tout en définissant les catégories descriptives nécessaires, Pierre Vermersch crée un nouveau domaine de la psychologie : la psycho-phénoménologie.